# Brian Newbould
Brian Newbould   (Kettering, 26 de febrer de 1936) és un compositor i director d'orquestra britànic.

## Biografia
Ha completat les simfonies núm. 7, 8 i 10 de Franz Schubert, així com els fragments simfònics en re major, D.708A, a partir de part incomplets d'una simfonia. Ha realitzat els cursos de la Gravesend Grammar School i ha estat titulat per la Universitat de Bristol. Charles MacKerras i Neville Marriner han dirigit interpretacions musicals d'aquestes simfonies inacabades de Schubert completades pel treball de Newbould.